# Табаристан
|thumb|right|300px|Карта северног Ирана.]]
Табаристан (персијски طبرستان Табарестан, у коначном облику од средњоперсијског: , Тапурстан), такође познат као Тапуриа  (земља Тапурс), био је назив примењен за Мазандаран, провинцију на северу Ирана. Иако су је староедеоци из региона знали као Мазандаран, регион се од сасанидског периода звао Табаристан.

## Рана историја
Сматра се да су Амарди најранији становници региона у којем су модерни Мазандеран и Гилан. Успостављање раног великог краљевства датира отприлике из првог миленијума пре нове ере када је основано Хирканијско краљевство, а Садракарта (негде у близини модерног Сарија) је била  његов главни град. Његов обим је био толико велик да се вековима Каспијско море називало Хиркански океан. Прва позната династија били су Фаратати, који су владали неколико векова пре Христа. Током успона Парћана, многи Амарди су били  присиљени у изгнанство на јужне обронке планина Алборз познате данас као Варамин и Гармсар, и Табарис (који су тада живели негде између данашњег Ианех Сара на северу и Шахруда до југ).
Током аутохтоне династије Гушнаспиан многи су људи прихватили хришћанство. Године 418. п.н.е осмишљен је тапуријски календар (сличан јерменском и галешијском) и начин његове употребе. Гашнаспианси су владали регионом до 528. године пре нове ере, када је, након дужег периода борби, сасанидски краљ Кавад I победио последњег гашнаспијског краља.

## Средњовековно доба
Када је Сасанидско царство пало, Јездигерд III је наредио Адару Валашу да одустане од власти и титуле спахбеда Гила Гавбара 645. године, док су се западни и јужни Гилан и остали делови Гилског домена спојили под именом Тапуриа. Потом је изабрао Амол за главни град Уједињеног Тапуриа 647 г.н.е. Династија Гил је била позната као Гавбарех у Гилану и као Дабуиди у источној Тапурији.
Мазандарани и Гилакс били су међу првим групама Иранаца који су се борили против ислама. Табаристан је био један од последњих делова Персије који је пао током муслиманских освајања, одржавајући отпор све до 761. године (усп. Хуршид од Табаристана), када су локални владари постали вазали Абасидског калифата. Чак и након тога, Табаристан је остао у великој мјери независан од директне контроле калифата, па је прошао кроз бројне борбе за власт и побуне.
Почетком 9. века, на пример, Зороастријанац по имену Мазјар побунио се, преузео контролу над Табаристаном и прогонио муслимане пре његовог коначног погубљења 839. После ове побуне, територија је у великој мери враћена под контролу династије Баванд, која је тамо владала као вазал разних царстава чија се власт над том територијом смењивала, укључујући Селџуке, Кверзмшаха и Монголе.
Подручје Табаристана брзо је добило значајан шиитски елемент, а до 900. године под Алавидима је успостављено краљевство Зајди шиита.

Године 930., Зороастријски заповедник по имену Мардавиџ основао је династију Зијарида и накратко освојио већи део северне Персије, пре него што је издан и убијен 935. године. Династија Зијарида је наставила да влада великим делом Табаристана све до смрти смрти свог владара 1090. године.
Док су Дабујиди контролисали низију, Сокрајани су управљали планинским регионима. Вандад Хормозд владао је регионом око 50 година до 1034. године н.е. Након 1125. године (године када је Мазијара убијен преваром), пораст преобраћења у ислам постигнут је не под утицајем арапских калифа, него под утицјем имамских амбасадора.

## Савремени период
Тапурија је остала независна до 1596. године, када је Шах Абас I, Мазандаранин са мајчине стране, укључио Мазандаран у своје царство Сафавидa, приморавши многе Јермене, Черкезе, Грузијце, Курде и Турке Каџаре да се настане у Мазандарану. Пјетро дела Вале, који је 1618. године посетио град у близини Пируза у Мазандарану, приметио је да жене Мазандарана никада нису носиле вео и да нису оклевале да разговарају са странцима. Такође је приметио изузетно велики број Чаркезаи Грузина у региону, као и да се никада није сусрео са људима са толико цивилизације као што је имају Мазандарани.
Данас, Персија, Фарс, Мазандаран на Каспијском мору и многе друге земље овог царства пуне су становника Грузије и Чаркезије. Хришћани до данас, али на врло груб начин, јер они немају ни свештеника ни министра да их чува.
- Пјетро дела Вале
Након периода Сафавида, Каџари су започели поход јужно од Мазандарана са Агом Мохамед Ханом који је 1782. године већ укључио Мазандаран у своје царство. Дана 21. марта 1782. године, Ага Мохамед Шах прогласило је Сари за престоницу свог царства. У тим годинама Сари је био место локалних ратова, што је довело до пребацивања престонице из Сарија у Техеран од стране Фатх Али Шаха.

## Даље читање
- Webb, Peter (2018). „Tabarestan”.  Ур.: Nicholson, Oliver. The Oxford Dictionary of Late Antiquity. Oxford: Oxford University Press. ISBN 978-0-19-866277-8.